# 안더리베이제역
안더리베이제역(安德里北街站)은 베이징시 둥청구에 위치한 베이징 지하철 8호선의 역이다. 출구 공사 진행상황 때문에 이 역은 2012년 말 2차 구간 남단의 다른 역과 함께 운영되지 않다가, 2015년 12월 26일에야 개장되었다.

## 위치
안더리베이제 역은 구이러우와이 대가(남북방향)과 안더리베이 가(동서방향)의 교차점에 있으며, 남북 방향으로 배치되어 있다.

## 구조
안더리베이제 역은 지하 2층의, 섬식 승강장을 갖춘 역으로, 역의 전체 길이는 242.2 m이다.

### 인용문
1. ↑  계획 단계에서는 황쓰역(黄寺站)으로 명명되었다.

### 참고 문헌
1. ↑  “北京市规划委员会关于轨道交通15号线等四条线路沿线车站站名命名公众参与意见、建议采信情况的通告”. 北京市规划委员会. 2010년 8월 19일. 2012년 8월 14일에 원본 문서에서 보존된 문서. 2012년 2월 24일에 확인함.
2. ↑  涂露芳 (2012년 6월 19일). “回龙观乘地铁将可直达鼓楼”. 2013년 10월 14일에 원본 문서에서 보존된 문서. 2012년 6월 19일에 확인함.
3. ↑  刘冕 (2015년 12월 26일). “两条地铁线今日试运营”. 《北京日报》. 2015년 12월 27일에 원본 문서에서 보존된 문서. 2015년 12월 26일에 확인함.
4. ↑  “地铁8号线二期规划方案公告”. 北京市规划委员会. 2009년 10월 14일. 2010년 12월 27일에 원본 문서에서 보존된 문서. 2011년 12월 5일에 확인함.
5. ↑  李建强 (2004). “北京黄寺车站施工方法分析”. 《建筑科学与监理》 (4).

## 인접역
| 베이징 지하철 8호선  | 베이징 지하철 8호선   | 베이징 지하철 8호선      |
| -------------------- | --------------------- | ------------------------ |
| 안화차오 주신좡 방면 | ■ 베이징 지하철 8호선 | 구러우다제 난뤄구샹 방면 |